# أرماندو كاريلو
أرماندو كاريلو (بالإسبانية: Armando Carrillo) هو لاعب كرة قدم كولومبي في مركز نصف الجناح، ولد في 3 نوفمبر 1985 في فاليدوبار في كولومبيا. لعب مع أتلتيكو ناسيونال وأتليتيكو بوكارامانغا وأتليتيكو هويلا وديبورتيس توليما وديبورتيفو كالي.

## وصلات خارجية
- أرماندو كاريلو على موقع إي إس بي إن إف سي (الإنجليزية)
- أرماندو كاريلو على موقع قاعدة بيانات كرة القدم.إي يو (الإنجليزية)